# Llista d'emissores de ràdio en català
S'entén que les emissores de ràdio en llengua catalana son aquelles que emeti com a mínim un 50% del seu temps d'emissió o més en llengua catalana. La classificació realitzada segueix els criteris següents:
- Emissores nacionals: Emissores de vocació general o temàtica que emeten en una àrea de cobertura superior als 10.000 km² o per a un públic potencial superior a 1 milió de persones.
- Emissores locals: Emissores de vocació local que emeten en una àrea de cobertura inferior als 10.000 km² o per a un públic potencial inferior a 1 milió de persones.
- Altres emissores: Emissores que emeten parcialment en català. Això significa que emeten menys d'un 50% de la seva emissió en llengua catalana
- Emissores desaparegudes: Emissores que han cessat les seves emissions.

## Emissores d'àmbit general
| Andorra                  | Andorra            | Andorra                                            | Andorra            | Andorra                                                           |
| Públiques                | Públiques          | Públiques                                          | Públiques          | Públiques                                                         |
| Nom de l'emissora        | Programació        | Àmbit                                              | Emissió            | Lloc web                                                          |
| ------------------------ | ------------------ | -------------------------------------------------- | ------------------ | ----------------------------------------------------------------- |
| Andorra Música           | Musical            | Andorra                                            | FM DVB-T RI        | http://www.andorradifusio.ad/                                     |
| Ràdio Nacional d'Andorra | Generalista        | Andorra                                            | FM DVB-T RI        | http://www.andorradifusio.ad/                                     |
| Privades                 |                    |                                                    |                    |                                                                   |
| Nom de l'emissora        | Programació        | Àmbit                                              | Emissió            | Lloc web                                                          |
| R7P-RAC1                 | Generalista        | Andorra                                            | FM                 |                                                                   |
| Energy                   | Musical            | Andorra                                            | FM                 | http://www.energy.ad/%5BEnllaç+no+actiu%5D                        |
| TopRadio                 | Musical            | Andorra, Flandes                                   | FM RI              | https://www.topradio.be/                                          |
| Catalunya                |                    |                                                    |                    |                                                                   |
| Públiques                |                    |                                                    |                    |                                                                   |
| Nom de l'emissora        | Programació        | Àmbit                                              | Emissió            | Lloc web                                                          |
| Catalunya Ràdio          | Generalista        | Catalunya, Illes Balears, Andorra i Catalunya Nord | FM DVB-T/C/S RI    | http://www.catalunyaradio.cat/                                    |
| Catalunya Informació     | Notícies           | Catalunya, Andorra i Catalunya Nord                | FM DVB-T/C/S RI    | http://www.catalunyainformacio.cat/                               |
| Catalunya Música         | Musical            | Catalunya, Mallorca, Andorra i Catalunya Nord      | FM DVB-T/C/S RI    | http://www.catalunyamusica.cat/                                   |
| iCat                     | Musical i cultural | Catalunya, Andorra i Catalunya Nord                | FM DVB-T/C/S RI    | http://www.icat.cat/                                              |
| CatClàssica              | Musical            | Catalunya i Andorra                                | FM DVB-T/C/S RI    | http://www.catclassica.cat/                                       |
| La Xarxa                 | Generalista        | Catalunya                                          | FM DVB-T/C/S RI AM | http://www.xarxaradio.cat/ Arxivat 2012-09-06 a Wayback Machine.  |
| Ràdio 4                  | Generalista        | Catalunya i Andorra                                | FM DVB-T/C/S RI    | http://www.radio4.rne.es/                                         |
| Privades                 |                    |                                                    |                    |                                                                   |
| Nom de l'emissora        | Programació        | Àmbit                                              | Emissió            | Lloc web                                                          |
| RAC1                     | Generalista        | Catalunya                                          | FM DVB-T/C RI      | http://www.rac1.cat/                                              |
| RAC 105                  | Musical            | Catalunya i Andorra                                | FM DVB-T/C RI      | http://www.rac105.cat/                                            |
| Digital Hits FM          | Musical            | Catalunya                                          | FM DVB-T RI        | http://www.digitalhits.cat/                                       |
| Amb2 FM                  | Musical            | Catalunya                                          | FM DVB-T RI        | http://www.amb2fm.cat                                             |
| Flip Flap Radio          | Musical            | Catalunya                                          | FM RI              | https://www.flipflapradio.com/                                    |
| Ràdio Flaixbac           | Musical            | Catalunya, Andorra i Catalunya Nord                | FM RI              | http://www.radioflaixbac.cat/                                     |
| Ràdio Estel              | Generalista        | Catalunya i Andorra                                | FM RI              | http://www.radioestel.cat/                                        |
| Catalunya Nord           |                    |                                                    |                    |                                                                   |
| Privades                 |                    |                                                    |                    |                                                                   |
| Nom de l'emissora        | Programació        | Àmbit                                              | Emissió            | Directe                                                           |
| Ràdio Arrels             |                    | Catalunya Nord                                     | FM                 | http://www.arrels.net Arxivat 2009-05-03 a Wayback Machine.       |
| Illes Balears            |                    |                                                    |                    |                                                                   |
| Públiques                |                    |                                                    |                    |                                                                   |
| Nom de l'emissora        | Programació        | Àmbit                                              | Emissió            | Directe                                                           |
| IB3 Ràdio                | Generalista        | Illes Balears i Catalunya                          | FM DVB-T/C RI      | http://www.ib3radio.com/                                          |
| IB3 Música               | Temàtica musical   | Illes Balears                                      | RI                 | http://ib3musica.com/                                             |
| País Valencià            |                    |                                                    |                    |                                                                   |
| Públiques                |                    |                                                    |                    |                                                                   |
| Nom de l'emissora        | Programació        | Àmbit                                              | Emissió            | Lloc web                                                          |
| À Punt FM                | Generalista        | País Valencià                                      | FM DVB-T/C RI      | https://www.apuntmedia.com/ Arxivat 2018-03-12 a Wayback Machine. |

## Emissores d'emissió exclusiva en línia
| Emissores d'àmbit general               | Emissores d'àmbit general | Emissores d'àmbit general | Emissores d'àmbit general                       |
| Nom de l'emissora                       | Programació               | Àmbit                     | Lloc web                                        |
| --------------------------------------- | ------------------------- | ------------------------- | ----------------------------------------------- |
| Antena Catalana Ràdio                   | Generalista               | Catalunya                 | http://www.antenacatalana.net/                  |
| Orgull Ràdio                            | LGTBI, Musical i cultural | Catalunya                 | https://www.orgull.cat/                         |
| Ona Digital                             | Generalista               | Catalunya                 | https://www.onadigital.cat                      |
| Esports Ràdio                           | Esportiva                 | Catalunya                 | https://www.esportsradio.cat                    |
| La Ràdio dels Nens                      | Infantil                  | Catalunya                 | https://www.laradiodelsnens.cat/programs        |
| OnaCat.Ràdio                            | Musical                   | Catalunya                 | http://www.onacatradio.cat                      |
| Ràdio Esports                           | Esportiva                 | Catalunya                 | http://www.radioesports.cat/                    |
| Ràdio Catalana de la Cultura i l'Esport | Esportiva                 | Catalunya                 | http://www.rce.cat                              |
| Cooltura FM                             | Generalista               | Catalunya                 | http://www.coolturafm.cat                       |
| Emissores locals                        |                           |                           |                                                 |
| Nom de l'emissora                       | Programació               | Àmbit                     | Lloc web                                        |
| Ràdio Ciutat de Tarragona               | Generalista               | Tarragona                 | http://www.rctgn.cat                            |
| UPF Ràdio                               | Generalista               | Barcelona                 | http://www.upf.edu/upfradio/                    |
| Castellet Ràdio                         | Generalista               | Sant Vicenç de Castellet  | http://www.castelletradio.cat                   |
| LANOVA Ràdio                            | Generalista               | Reus                      | https://www.lanovaradio.cat/                    |
| Ràdio La Veu de Cerdanyola              | Generalista               | Cerdanyola                | https://www.laveucdm.cat/contacta-con-nosotros/ |
| 21radio                                 | Generalista               | Terres de l'Ebre          | https://www.21radio.cat/                        |
| Ràdio de l'Abadia de Montserrat         | Generalista               | Montserrat                | https://abadiamontserrat.cat/montserrat-radio/  |
| BXC Ràdio                               | Generalista               | Montbrió del Camp         | https://baixcampradio.com/                      |
| Ràdio Begues                            | Generalista               | Begues                    | http://www.radiobegues.cat/                     |
| Ràdio Vilanova                          | Generalista               | Vilanova i la Geltrú      | https://raodemes.webnode.cat/                   |

## Emissores locals

Àrea del Pirineu
Àrea de Ponent
Àrea de Terres de l'ebre
Àrea de Camp de tarragona
Àrea de Girona
Àrea de Barcelona
Àrea de Catalunya central
Àrea del Penedès

### Emissores locals Catalunya
Catalunya té una àmplia xarxa d'emissores de ràdio locals repartides per tot el territori, ja que n'hi ha un total de 252 emissores entre les quals 223 són públiques i 29 són privades, pel que fa al Pirineu n'hi ha un total de 5 emissores de les quals 3 són públiques i 2 són privades, pel que fa a Ponent n'hi ha un total de 24 emissores de les quals 22 són públiques i 1 és privada pel que fa a les Terres de l'Ebre n'hi ha un total de 21 emissores de les quals 18 són públiques i 3 són privades, pel que fa al Camp de Tarragona n'hi ha un total de 15 emissores de les quals 14 són públiques i 1 és privada, pel que fa a les Comarques de Girona n'hi ha un total de 52 emissores de les quals 44 són públiques i 8 són privades, pel que fa a l'Ambit Metropolita de Barcelona n'hi ha un total de 83 emissores de les quals 73 són públiques i 10 són privades, pel que fa a la Catalunya Central n'hi ha un total de 25 emissores de les quals 22 són públiques i 3 són privades i pel que fa al Penedès n'hi ha un total de 27 emissores de les quals 27 són publiques i no n'hi ha cap de privada.

### Llista d'emissores de ràdio local de Catalunya
| Àrea del Pirineu               | Àrea del Pirineu   | Àrea del Pirineu              | Àrea del Pirineu             | Àrea del Pirineu | Àrea del Pirineu                                                                 |
| Alta Ribagorça                 | Alta Ribagorça     | Alta Ribagorça                | Alta Ribagorça               | Alta Ribagorça   | Alta Ribagorça                                                                   |
| Privada                        | Privada            | Privada                       | Privada                      | Privada          | Privada                                                                          |
| Nom de l'emissora              | Programació        | Àmbit                         | Emissió                      | Freqüència       | Lloc web                                                                         |
| ------------------------------ | ------------------ | ----------------------------- | ---------------------------- | ---------------- | -------------------------------------------------------------------------------- |
| Gum FM                         | Local              | El Pont de Suert              | FM i Internet                | 99.3 FM          | https://gum.cat/                                                                 |
| Alt Urgell                     |                    |                               |                              |                  |                                                                                  |
| Públiques                      |                    |                               |                              |                  |                                                                                  |
| Nom de l'emissora              | Programació        | Àmbit                         | Emissió                      | Freqüència       | Lloc web                                                                         |
| Ràdio Seu                      | Local              | Seu d'Urgell                  | FM i Internet                | 107.2 FM         | http://www.radioseu.cat                                                          |
| Aran                           |                    |                               |                              |                  |                                                                                  |
| Públiques                      |                    |                               |                              |                  |                                                                                  |
| Nom de l'emissora              | Programació        | Àmbit                         | Emissió                      | Freqüència       | Lloc web                                                                         |
| Ràdio Les                      | Local              | Les                           | FM                           | 107.5 FM         | http://torismeles.com/?page_id=145%5BEnllaç+no+actiu%5D                          |
| Privada                        |                    |                               |                              |                  |                                                                                  |
| Nom de l'emissora              | Programació        | Àmbit                         | Emissió                      | Freqüència       | Lloc web                                                                         |
| Gum FM                         | Local              | Vielha e Mijaran              | FM i Internet                | 93.9 FM          | https://gum.cat/                                                                 |
| Cerdanya                       |                    |                               |                              |                  |                                                                                  |
| Públiques                      |                    |                               |                              |                  |                                                                                  |
| Nom de l'emissora              | Programació        | Àmbit                         | Emissió                      | Freqüència       | Lloc web                                                                         |
| Ràdio Puigcerdà                | Local              | Puigcerdà                     | FM i Internet                | 107.9 FM         | http://radiopuigcerda.cat/radio-online/                                          |
| Privada                        |                    |                               |                              |                  |                                                                                  |
| Nom de l'emissora              | Programació        | Àmbit                         | Emissió                      | Freqüència       | Lloc web                                                                         |
| Pròxima FM                     | Local              | Puigcerdà                     | FM i Internet                | 89.1 FM          | http://proximafm.cat/                                                            |
| Gum FM                         | Local              | Puigcerdà                     | FM i Internet                | 94.2 FM          | https://gum.cat/                                                                 |
| Pallars Jussà                  |                    |                               |                              |                  |                                                                                  |
| Privada                        |                    |                               |                              |                  |                                                                                  |
| Nom de l'emissora              | Programació        | Àmbit                         | Emissió                      | Freqüència       | Lloc web                                                                         |
| Gum FM                         | Local              | Tremp                         | FM i Internet                | 88.1 FM          | https://gum.cat/                                                                 |
| Àrea de Ponent                 |                    |                               |                              |                  |                                                                                  |
| Garrigues                      |                    |                               |                              |                  |                                                                                  |
| Públiques                      |                    |                               |                              |                  |                                                                                  |
| Nom de l'emissora              | Programació        | Àmbit                         | Emissió                      | Freqüència       | Lloc web                                                                         |
| Ràdio Arbeca                   | Local              | Arbeca                        | FM                           | 107.8 FM         |                                                                                  |
| Ràdio Juneda                   | Local              | Juneda                        | FM                           | 107.6FM          | http://webs.juneda.cat/radio/inicial.htm                                         |
| Ràdio les Borges               | Local              | Les Borges Blanques           | FM i Internet                | 107.1 FM         | http://www.radiolesborges.cat                                                    |
| Noguera                        |                    |                               |                              |                  |                                                                                  |
| Públiques                      |                    |                               |                              |                  |                                                                                  |
| Nom de l'emissora              | Programació        | Àmbit                         | Emissió                      | Freqüència       | Lloc web                                                                         |
| Ràdio Albesa (EMUN FM)         | Local              | Albesa                        | FM (99.4) i Internet         | 99.4 FM          | https://www.emunfmradio.cat/                                                     |
| Ràdio Artesa de Segre          | Local              | Artesa de Segre               | FM                           | 91.2 FM          |                                                                                  |
| Ràdio Balaguer                 | Local              | Balaguer                      | FM i Internet                | 107.4 FM         | http://www.radiobalaguer.cat                                                     |
| Ponts Ràdio                    | Local              | Ponts                         | FM i Internet                | 107.1 FM         | https://enacast.com/iframe_directe/133/?theme=standard                           |
| Ràdio Térmens                  | Local              | Térmens                       | FM                           | 107.5 FM         |                                                                                  |
| Vallfogona Ràdio               | Local              | Vallfogona de Balaguer        | FM                           | 107.9 FM         |                                                                                  |
| Pla d'Urgell                   |                    |                               |                              |                  |                                                                                  |
| Públiques                      |                    |                               |                              |                  |                                                                                  |
| Nom de l'emissora              | Programació        | Àmbit                         | Emissió                      | Freqüència       | Lloc web                                                                         |
| Ràdio Ponent                   | Local              | Ponent                        | FM i Internet                | 106.8 FM         | https://www.radioponent.cat/                                                     |
| Ràdio Torregrossa              | Local              | Torregrossa                   | FM                           | 95.7FM           |                                                                                  |
| Segriá                         |                    |                               |                              |                  |                                                                                  |
| Públiques                      |                    |                               |                              |                  |                                                                                  |
| Nom de l'emissora              | Programació        | Àmbit                         | Emissió                      | Freqüència       | Lloc web                                                                         |
| Ràdio Alfarràs (EMUN FM)       | Local              | Alfarràs                      | FM i Internet                | 107.2 FM         | https://www.emunfmradio.cat/                                                     |
| Ràdio Alguaire (EMUN FM)       | Local              | Alguaire                      | FM i Internet                | 96.5 FM          | https://www.emunfmradio.cat/                                                     |
| Ràdio Almacelles               | Local              | Almacelles                    | FM                           | 107.9 FM         |                                                                                  |
| Ràdio Almenar (EMUN FM)        | Local              | Almenar                       | FM i Internet                | 107.7 FM         | https://www.emunfmradio.cat/                                                     |
| Alpicat Ràdio                  | Local / Musical    | Alpicat                       | FM i Internet                | 107.9 FM         | http://www.alpicatradio.com                                                      |
| Ràdio Corbins                  | Local              | Corbins                       | FM                           | 107.1 FM         |                                                                                  |
| Ràdio Rosselló                 | Local              | Rosselló                      | FM i Internet                | 107.5 FM         | https://www.radiorossello.cat/                                                   |
| Ràdio Torrefarrera (EMUN FM)   | Local              | Torrefarrera                  | FM i Internet                | 99.1 FM          | https://www.emunfmradio.cat/                                                     |
| Privada                        |                    |                               |                              |                  |                                                                                  |
| Nom de l'emissora              | Programació        | Àmbit                         | Emissió                      | Freqüència       | Lloc web                                                                         |
| UA1                            | Local              | Lleida                        | FM i Internet                | 104.5 FM         | http://www.ua1.cat                                                               |
| Urgell                         |                    |                               |                              |                  |                                                                                  |
| Públiques                      |                    |                               |                              |                  |                                                                                  |
| Nom de l'emissora              | Programació        | Àmbit                         | Emissió                      | Freqüència       | Lloc web                                                                         |
| Ràdio Sió                      | Local              | Ribera de Sió                 | FM i Internet                | 107.9 FM         | http://www.radiosio.cat                                                          |
| Ràdio Bellpuig                 | Local              | Bellpuig                      | FM                           | 107.3 FM         |                                                                                  |
| Ràdio Tàrrega                  | Local              | Tàrrega                       | FM i Internet                | 92.3 FM          | http://www.radiotarrega.cat                                                      |
| Àrea de Terres de l'ebre       |                    |                               |                              |                  |                                                                                  |
| Baix Ebre                      |                    |                               |                              |                  |                                                                                  |
| Públiques                      |                    |                               |                              |                  |                                                                                  |
| Nom de l'emissora              | Programació        | Àmbit                         | Emissió                      | Freqüència       | Lloc web                                                                         |
| CAM Ràdio                      | Local              | Camarles                      | FM                           | 104.6 FM         | http://camradio.blogspot.com/                                                    |
| Ràdio Delta                    | Local              | Deltebre                      | FM i DVB                     | 107.6 FM 34 UHF  |                                                                                  |
| Antena Aldaia                  | Local              | L'Aldea                       | FM i Internet                | 107.7FM          | https://www.antenaaldaia.com/                                                    |
| La Cala Ràdio                  | Local              | L'Ametlla de Mar              | FM i Internet                | 107.3FM          | http://www.ametllamar.cat/lacalartv/                                             |
| Antena Caro                    | Local              | Roquetes                      | FM i Internet                | 96.0 FM          | http://www.antenacaro.cat                                                        |
| Ràdio Tortosa                  | Local              | Tortosa                       | FM i Internet                | 103.3 FM         | http://www.radiotortosa.cat                                                      |
| Enveja Ràdio                   | Local              | Sant Jaume d'Enveja           | FM                           | 91.1 FM          |                                                                                  |
| Montsià                        |                    |                               |                              |                  |                                                                                  |
| Públiques                      |                    |                               |                              |                  |                                                                                  |
| Nom de l'emissora              | Programació        | Àmbit                         | Emissió                      | Freqüència       | Lloc web                                                                         |
| Alcanar Ràdio                  | Local              | Alcanar                       | FM                           | 107.5 FM         |                                                                                  |
| Amposta Ràdio                  | Local              | Amposta                       | FM i Internet                | 87.8 FM          | http://www.amposta.cat/radio                                                     |
| La Sénia Ràdio                 | Local              | La Sénia                      | FM i Internet                | 107.4 FM         | http://www.laseniaradio.cat                                                      |
| Radio Joventut                 | Local              | Masdenverge                   | FM                           | 96.3 FM          | http://www.radiojoventut.cat                                                     |
| Ràdio Ràpita                   | Local              | La Ràpita                     | FM i Internet                | 107.9 FM         | http://www.radiorapita.cat                                                       |
| La Plana Ràdio                 | Local              | Santa Bàrbara                 | FM i Internet                | 100.6 FM         | http://www.laplanaradio.cat                                                      |
| Ribera d'Ebre                  |                    |                               |                              |                  |                                                                                  |
| Públiques                      |                    |                               |                              |                  |                                                                                  |
| Nom de l'emissora              | Programació        | Àmbit                         | Emissió                      | Freqüència       | Lloc web                                                                         |
| Ràdio Flix                     | Local              | Flix                          | FM i Internet                | 107.4 FM         | http://www.radioflix.cat                                                         |
| Radio Móra la Nova             | Local              | Móra la Nova                  | FM                           | 107.3 FM         |                                                                                  |
| Tivissa Ràdio                  | Local              | Tivissa                       | FM                           | 103.2 FM         | https://www.tivissa.cat/tivissa-radio/                                           |
| Privada                        |                    |                               |                              |                  |                                                                                  |
| Nom de l'emissora              | Programació        | Àmbit                         | Emissió                      | Freqüència       | Lloc web                                                                         |
| Ràdio Ulldecona                | Local              | Ulldecona                     | FM i Internet                | 101.9 FM         | http://www.radioulldecona.net                                                    |
| Terra Alta                     |                    |                               |                              |                  |                                                                                  |
| Públiques                      |                    |                               |                              |                  |                                                                                  |
| Nom de l'emissora              | Programació        | Àmbit                         | Emissió                      | Freqüència       | Lloc web                                                                         |
| Ràdio Batea                    | Local              | Batea                         | FM                           | 107.1 FM         |                                                                                  |
| Ràdio Gandesa                  | Local              | Gandesa                       | FM                           | 107.9 FM         | http://www.gandesa.cat/radio-gandesa/                                            |
| Privada                        |                    |                               |                              |                  |                                                                                  |
| Nom de l'emissora              | Programació        | Àmbit                         | Emissió                      | Freqüència       | Lloc web                                                                         |
| Imagina Ràdio                  | Local              | Tortosa                       | FM , Internet i DVB-T        | 103.9 FM 34 UHF  | http://www.imaginaradio.cat                                                      |
| U Ràdio                        | Local              | Tortosa                       | FM i Internet                | 101.9 FM         | https://www.uradio.cat/                                                          |
| Àrea de Camp de tarragona      |                    |                               |                              |                  |                                                                                  |
| Alt Camp                       |                    |                               |                              |                  |                                                                                  |
| Públiques                      |                    |                               |                              |                  |                                                                                  |
| Nom de l'emissora              | Programació        | Àmbit                         | Emissió                      | Freqüència       | Lloc web                                                                         |
| Alcover Ràdio                  | Local              | Alcover                       | FM                           | 107.3 FM         | http://www.alcoveradio.cat                                                       |
| Ràdio El Pla                   | Local              | El Pla de Santa Maria         | FM                           | 107.2 FM         |                                                                                  |
| Privada                        |                    |                               |                              |                  |                                                                                  |
| Nom de l'emissora              | Programació        | Àmbit                         | Emissió                      | Freqüència       | Lloc web                                                                         |
| Hit 103                        | Local              | Valls                         | FM i Internet                | 103.2 FM         | http://hit103.cat/                                                               |
| Baix Camp                      |                    |                               |                              |                  |                                                                                  |
| Públiques                      |                    |                               |                              |                  |                                                                                  |
| Nom de l'emissora              | Programació        | Àmbit                         | Emissió                      | Freqüència       | Lloc web                                                                         |
| Ràdio La Selva                 | Local              | La Selva del Camp             | FM i Internet                | 105.8 FM         | http://www.radiolaselva.cat                                                      |
| Ràdio Cambrils                 | Local              | Cambrils                      | FM i Internet                | 90.0 FM          | https://www.radiocambrils.cat/                                                   |
| Ràdio l'Hospitalet de l'Infant | Local              | L'Hospitalet de l'Infant      | FM i Internet                | 107.9 FM         | http://www.radiohospitalet.cat                                                   |
| Conca de Barberà               |                    |                               |                              |                  |                                                                                  |
| Públiques                      |                    |                               |                              |                  |                                                                                  |
| Nom de l'emissora              | Programació        | Àmbit                         | Emissió                      | Freqüència       | Lloc web                                                                         |
| EFMR Ràdio                     | Local              | Espluga de Francolí           | FM , Internet i DVB-T        | 107.4 FM 39 UHF  | http://www.esplugafmradio.cat                                                    |
| Ràdio Montblanc                | Local              | Montblanc                     | FM , Internet i DVB-T        | 107.0 FM 39 UHF  | http://www.radiomontblanc.cat                                                    |
| Priorat                        |                    |                               |                              |                  |                                                                                  |
| Públiques                      |                    |                               |                              |                  |                                                                                  |
| Nom de l'emissora              | Programació        | Àmbit                         | Emissió                      | Freqüència       | Lloc web                                                                         |
| Ràdio Falset                   | Local              | Falset                        | FM i Internet                | 107.6 FM         | http://www.radiofalset.cat/                                                      |
| Tarragonès                     |                    |                               |                              |                  |                                                                                  |
| Públiques                      |                    |                               |                              |                  |                                                                                  |
| Nom de l'emissora              | Programació        | Àmbit                         | Emissió                      | \|Freqüència     | Lloc web                                                                         |
| Altafulla Ràdio                | Local              | Altafulla                     | FM , Internet i DVB-T        | 107.4 FM 39 UHF  | https://altafullaradio.cat/                                                      |
| Constantí Ràdio                | Local              | Constantí                     | FM , Internet i DVB-T        | 97.9 FM 39 UHF   | http://www.constantiradio.cat/                                                   |
| Roda de Berà Ràdio             | Local              | Roda de Berà                  | FM i Internet                | 107.7 FM         | http://web.rodadebera.cat/radio                                                  |
| Tarragona Ràdio                | Local              | Tarragona                     | FM , Internet i DVB-T        | 96.7 FM 39 UHF   | http://www.tarragonaradio.cat                                                    |
| Ona la Torre                   | Local              | Torredembarra                 | FM , Internet i DVB-T        | 107.0 FM 39 UHF  | https://www.ona-latorre.cat/                                                     |
| Ràdio El Morell                | Local              | El Morell                     | FM i Internet                | 98.3 FM          | http://www.radiomorell.cat                                                       |
| Ràdio Sant Pere i Sant Pau     | Local              | Tarragona                     | FM i Internet                | 101.0 FM         | http://www.radiospsp.com Arxivat 2010-02-06 a Wayback Machine.                   |
| Àrea de Girona                 |                    |                               |                              |                  |                                                                                  |
| Alt Empordà                    |                    |                               |                              |                  |                                                                                  |
| Públiques                      |                    |                               |                              |                  |                                                                                  |
| Nom de l'emissora              | Programació        | Àmbit                         | Emissió                      | Freqüència       | Lloc web                                                                         |
| Ràdio Cabanes                  | Local              | Cabanes                       | FM i Internet                | 101.1 FM         | http://www.radiocabanes.cat                                                      |
| Ràdio Cap de Creus             | Local              | Cadaqués                      | FM i Internet                | 88.7 FM          | https://cadaques.cat/guia-del-poble/radio-cap-de-creus/                          |
| Ràdio l'Escala                 | Local              | L'Escala                      | FM , Internet i DVB-T        | 107.6 FM 48 UHF  | http://www.radiolescala.cat                                                      |
| Ràdio Llançà                   | Local              | Llançà                        | FM i Internet                | 90.0 FM          | http://www.radiollanca.cat                                                       |
| Ràdio Vila-sacra               | Local              | Vila-sacra                    | FM i Internet                | 107.0 FM         | http://www.radiovila-sacra.cat                                                   |
| Ràdio Vilafant                 | Local              | Vilafant                      | FM i Internet                | 107.3 FM         | http://www.radiovilafant.cat                                                     |
| Ona Vilamalla                  | Local              | Vilamalla                     | FM i Internet                | 107.9 FM         | https://onavilamalla.es.tl/                                                      |
| Ràdio Mar d'Amunt              | Local              | El Port de la Selva           | FM                           | 107.0 FM         |                                                                                  |
| Baix Empordà                   |                    |                               |                              |                  |                                                                                  |
| Públiques                      |                    |                               |                              |                  |                                                                                  |
| Nom de l'emissora              | Programació        | Àmbit                         | Emissió                      | Freqüència       | Lloc web                                                                         |
| Ràdio Begur                    | Local              | Begur                         | FM i Internet                | 97.7 FM          | https://www.radiobegur.cat/                                                      |
| Ràdio Bisbal                   | Local i musical    | La Bisbal d'Empordà           | FM                           | 107.4 FM         |                                                                                  |
| Ràdio Platja d'Aro             | Local              | Platja d'Aro                  | FM i Internet                | 102.7 FM         | http://www.rpa.cat                                                               |
| Ràdio Palafrugell              | Local              | Palafrugell                   | FM i Internet                | 107.8 FM         | http://www.radiopalafrugell.cat                                                  |
| Ràdio Palamós                  | Local              | Palamós                       | FM i Internet                | 107.5 FM         | http://www.radiopalamos.cat                                                      |
| Ràdio Sant Feliu               | Local              | Sant Feliu de Guíxols         | FM i Internet                | 107.0 FM         | https://www.rsf.cat/                                                             |
| Ràdio Santa Cristina           | Local              | Santa Cristina d'Aro          | FM                           | 107.7 FM         |                                                                                  |
| Ràdio Montgrí                  | Local              | Torroella de Montgrí          | FM                           | 107.1 FM         | https://www.torroella-estartit.cat/ca/radio-montgri.html                         |
| Privada                        |                    |                               |                              |                  |                                                                                  |
| Nom de l'emissora              | Programació        | Àmbit                         | Emissió                      | Freqüència       | Lloc web                                                                         |
| Som Reggae FM                  | Musical            | S'Agaró                       | FM i Internet                | 106.0 FM         | https://www.somreggaefm.cat/                                                     |
| Joy FM                         | Local              | Castell-Platja d'Aro          | FM i DVB-T                   | 95.6 FM 25 UHF   |                                                                                  |
| Ràdio Capital                  | Comarcal i musical | Pals                          | FM i Internet                | 93.8 FM          | http://www.radiocapital.cat/                                                     |
| Garrotxa                       |                    |                               |                              |                  |                                                                                  |
| Públiques                      |                    |                               |                              |                  |                                                                                  |
| Nom de l'emissora              | Programació        | Àmbit                         | Emissió                      | Freqüència       | Lloc web                                                                         |
| Bas Ràdio                      | Local              | Vall d'en Bas                 | FM                           | 107.9 FM         | http://www.basradio.50webs.com                                                   |
| Ràdio les Planes               | Local              | Les Planes d'Hostoles         | FM i Internet                | 107.7 FM         | http://www.radiolesplanes.com                                                    |
| Ràdio la Vall                  | Local              | Les Preses                    | FM i Internet                | 107.6 FM         | http://www.radiolavall.com                                                       |
| Ràdio Besalú                   | Local              | Besalú                        | FM i Internet                | 107.8 FM         |                                                                                  |
| Ràdio Sant Joan les Fonts      | Local              | Sant Joan les Fonts           | FM i Internet                | 107.0 FM         | http://www.rsj.cat/                                                              |
| Privada                        |                    |                               |                              |                  |                                                                                  |
| Nom de l'emissora              | Programació        | Àmbit                         | Emissió                      | Freqüència       | Lloc web                                                                         |
| Ràdio Olot                     | Local              | Olot                          | FM , Internet i DVB-T        | 98.1 FM 21 UHF   | https://radiolot.cat/                                                            |
| Ràdio 90                       | Local              | Comarca d'Olot                | FM i Internet                | 101.4 FM         | http://www.r90.org                                                               |
| Gironès                        |                    |                               |                              |                  |                                                                                  |
| Públiques                      |                    |                               |                              |                  |                                                                                  |
| Nom de l'emissora              | Programació        | Àmbit                         | Emissió                      | Freqüència       | Lloc web                                                                         |
| Ràdio Cassà                    | Local              | Cassà de la Selva             | FM i Internet                | 103.1 FM         | http://www.radiocassa.cat                                                        |
| Ràdio Celrà                    | Local              | Celrà                         | FM i Internet                | 107.7 FM         | http://radio.celra.cat/                                                          |
| Girona FM                      | Local              | Girona                        | FM i Internet                | 92.7 FM          | http://www.gironafm.cat                                                          |
| Llagostera Ràdio               | Local              | Llagostera                    | FM i Internet                | 105.7 FM         | http://www.llagosteraradio.cat                                                   |
| Ràdio Quart                    | Local              | Quart                         | FM                           | 101.0 FM         |                                                                                  |
| Ràdio Salt                     | Local              | Salt                          | FM i Internet                | 97.7 FM          | https://www.infosalt.cat/radio-salt/                                             |
| Ràdio Sant Gregori             | Local              | Sant Gregori                  | FM i Internet                | 107.9 FM         | https://www.santgregori.cat/ca/equipaments/radio-sant-gregori/                   |
| Ràdio Sarrià de Ter            | Local              | Sarrià de Ter                 | FM                           | 87.6 FM          | http://rsarria.blogspot.com/                                                     |
| Ràdio Vilablareix              | Local              | Vilablareix                   | FM i Internet                | 107.5 FM         | http://www.radiovilablareix.cat                                                  |
| Pla de l'Estany                |                    |                               |                              |                  |                                                                                  |
| Públiques                      |                    |                               |                              |                  |                                                                                  |
| Nom de l'emissora              | Programació        | Àmbit                         | Emissió                      | Freqüència       | Lloc web                                                                         |
| Ràdio Banyoles                 | Local              | Banyoles                      | FM i Internet                | 107.3 FM         | http://www.radiobanyoles.cat                                                     |
| Selva                          |                    |                               |                              |                  |                                                                                  |
| Públiques                      |                    |                               |                              |                  |                                                                                  |
| Nom de l'emissora              | Programació        | Àmbit                         | Emissió                      | Freqüència       | Lloc web                                                                         |
| Ràdio Arbúcies                 | Local              | Arbúcies                      | FM                           | 107.6 FM         |                                                                                  |
| Ràdio DOS                      | Local              | Hostalric                     | FM                           | 105.9 FM         | https://radiodos84.wordpress.com/                                                |
| Ràdio Blanes                   | Local              | Blanes                        | FM i Internet                | 97.7 FM          | http://www.radioblanes.cat                                                       |
| Selva FM Breda                 | Local              | Breda                         | FM                           | 107.9 FM         |                                                                                  |
| Caldes FM                      | Local              | Caldes de Malavella           | FM                           | 107.9 FM         |                                                                                  |
| Nova Ràdio Lloret              | Local              | Lloret de Mar                 | FM i Internet                | 90.2 FM          | http://www.novaradiolloret.cat                                                   |
| Selva FM                       | Local              | Riells i Viabrea              | FM                           | 101.1 FM         |                                                                                  |
| Ràdio Sant Hilari              | Local              | Sant Hilari Sacalm            | FM i Internet                | 107.3 FM         | http://www.radiosanthilari.com/                                                  |
| Ràdio Bonmatí                  | Local              | Sant Julià del Llor i Bonmatí | FM i Internet                | 107.1 FM         | https://www.radiobonmati.cat/                                                    |
| Ràdio Tossa                    | Local              | Tossa de Mar                  | FM i Internet                | 107.8 FM         | https://enacast.com/radiotossa/ Arxivat 2023-08-23 a Wayback Machine.            |
| Privada                        |                    |                               |                              |                  |                                                                                  |
| Nom de l'emissora              | Programació        | Àmbit                         | Emissió                      | Freqüència       | Lloc web                                                                         |
| Ràdio Marina                   | Local              | Blanes                        | FM i Internet                | 100.3 FM         | https://marina360.cat/                                                           |
| Ripollès                       |                    |                               |                              |                  |                                                                                  |
| Públiques                      |                    |                               |                              |                  |                                                                                  |
| Nom de l'emissora              | Programació        | Àmbit                         | Emissió                      | Freqüència       | Lloc web                                                                         |
| Ràdio Campdevànol              | Local              | Campdevànol                   | FM                           | 107.8 FM         |                                                                                  |
| Ràdio Camprodon                | Local              | Camprodon                     | FM                           | 107.9 FM         |                                                                                  |
| La Veu                         | Local              | Sant Joan de les Abadesses    | FM i Internet                | 107.4 FM         | https://www.santjoandelesabadesses.cat/index.php/noticies-la-veu                 |
| Privada                        |                    |                               |                              |                  |                                                                                  |
| Nom de l'emissora              | Programació        | Àmbit                         | Emissió                      | Freqüència       | Lloc web                                                                         |
| Ràdio Ripoll                   | Local              | Ripoll                        | FM , Internet i DVB-T        | 90.5 FM 21 UHF   | http://www.corisamediagrup.com/                                                  |
| Ripolles fm                    | Local              | Ripoll                        | FM i Internet                | 98.7 FM          | https://ripollesfm.cat/                                                          |
| Àrea de Barcelona              |                    |                               |                              |                  |                                                                                  |
| Baix Llobregat                 |                    |                               |                              |                  |                                                                                  |
| Públiques                      |                    |                               |                              |                  |                                                                                  |
| Nom de l'emissora              | Programació        | Àmbit                         | Emissió                      | Freqüència       | Lloc web                                                                         |
| Ràdio Abrera                   | Local              | Abrera                        | FM i Internet                | 107.9 FM         | http://www.radioabrera.cat/                                                      |
| Ràdio Esparreguera             | Local              | Esparreguera                  | FM                           | 89.4 FM          |                                                                                  |
| Ràdio Estudi                   | Local              | Esplugues de Llobregat        | FM                           | 94.6 FM          |                                                                                  |
| Olesa Ràdio                    | Local              | Olesa de Montserrat           | FM                           | 90.1 FM          |                                                                                  |
| Ràdio Castelldefels            | Local              | Castelldefels                 | FM i Internet                | 98.0 FM          | http://www.radiocastelldefels.org                                                |
| Ràdio Cervelló                 | Local              | Cervelló                      | FM i Internet                | 107.4 FM         | https://www.cervello.cat/actualitat/radio-cervello/                              |
| Ràdio Corbera                  | Local              | Corbera de Llobregat          | FM                           | 107.0 FM         |                                                                                  |
| Ràdio Cornellà                 | Local              | Cornellà de Llobregat         | FM i Internet                | 104.6 FM         | http://www.radiocornella.cat                                                     |
| Ràdio Gavà                     | Local              | Gavà                          | FM i Internet                | 91.2 FM          | http://www.radiogava.cat                                                         |
| Ràdio Martorell                | Local              | Martorell                     | FM                           | 100.3 FM         | http://www.martorell.cat/actualitat/radio-martorell.htm                          |
| Ràdio Molins de Rei            | Local              | Molins de Rei                 | FM i Internet                | 91.2 FM          | http://www.radiomolinsderei.cat                                                  |
| Ràdio Pallejà                  | Local              | Pallejà                       | FM                           | 107.8 FM         | http://radiopalleja.blogspot.com.es Arxivat 2018-05-19 a Wayback Machine.        |
| Ràdio Sant Andreu              | Local              | Sant Andreu de la Barca       | FM i Internet                | 98.0 FM          | http://www.radiosantandreu.com/                                                  |
| Ràdio Sant Boi                 | Local              | Sant Boi de Llobregat         | FM i Internet                | 89.4 FM          | http://www.radiosantboi.cat                                                      |
| Ràdio Sant Esteve              | Local              | Sant Esteve Sesrovires        | FM i Internet                | 88.0 FM          | https://www.rtv10.cat/                                                           |
| Ràdio Sant Feliu               | Local              | Sant Feliu de Llobregat       | FM i Internet                | 105.3 FM         | https://www.radiosantfeliu.cat/contact                                           |
| Ràdio Desvern                  | Local              | Sant Just Desvern             | FM i Internet                | 98.1 FM          | http://www.radiodesvern.com/                                                     |
| Ràdio Sant Vicenç              | Local              | Sant Vicenç dels Horts        | FM i Internet                | 90.2 FM          | http://www.radiosvh.info                                                         |
| El Prat Ràdio                  | Local              | El Prat de Llobregat          | FM i Internet                | 91.6 FM          | http://www.elpratradio.cat Arxivat 2011-02-26 a Wayback Machine.                 |
| Privada                        |                    |                               |                              |                  |                                                                                  |
| Nom de l'emissora              | Programació        | Àmbit                         | Emissió                      | Freqüència       | Lloc web                                                                         |
| Ràdio Mussol                   | Local              | Esplugues de Llobregat        | FM i Internet                | 94.2 FM          | http://radiomussol.wixsite.com/radiomussol                                       |
| Barcelonès                     |                    |                               |                              |                  |                                                                                  |
| Públiques                      |                    |                               |                              |                  |                                                                                  |
| Nom de l'emissora              | Programació        | Àmbit                         | Emissió                      | Freqüència       | Lloc web                                                                         |
| Ràdio Ciutat de Badalona       | Local              | Badalona                      | FM , Internet i DVB-T        | 94.4 FM 26 UHF   |                                                                                  |
| Betevé                         | Local              | Barcelona                     | FM , Internet i DVB-T        | 91.0 FM 26 UHF   | http://www.beteve.cat                                                            |
| Privada                        |                    |                               |                              |                  |                                                                                  |
| Nom de l'emissora              | Programació        | Àmbit                         | Emissió                      | Freqüència       | Lloc web                                                                         |
| 7deRàdio Barcelona             | Local              | Barcelona                     | FM i Internet                | 99.2 FM          | http://www.7deradio.cat                                                          |
| Boca Ràdio                     | Local              | Barcelona                     | FM i Internet                | 90.1 FM          | http://www.bocaradio.org                                                         |
| La Marina FM                   | Local              | Barcelona                     | FM i Internet                | 102.5 FM         | http://lamarina.cat/                                                             |
| Ona de Sants                   | Local              | Sants                         | FM i Internet                | 96.6 FM          | http://www.onadesants.cat/                                                       |
| Ràdio Gràcia                   | Local              | Vila de Gràcia                | FM i Internet                | 107.7 FM         | https://www.enacast.com/radiogracia/                                             |
| Ràdio Hostafrancs              | Local              | Hostafrancs                   | FM i Internet                | 98.0 FM          | http://www.radiohostafrancs.cat                                                  |
| Sants 3 Ràdio                  | Local              | Sants                         | FM i Internet                | 103.2 FM         | http://www.sants3radio.cat                                                       |
| Maresme                        |                    |                               |                              |                  |                                                                                  |
| Públiques                      |                    |                               |                              |                  |                                                                                  |
| Nom de l'emissora              | Programació        | Àmbit                         | Emissió                      | Freqüència       | Lloc web                                                                         |
| Ràdio Arenys                   | Local              | Arenys de Mar                 | FM i Internet                | 91.2 FM          | http://www.radioarenys.cat                                                       |
| Ràdio Arenys de Munt           | Local              | Arenys de Munt                | FM i Internet                | 107.0 FM         | http://www.radioarenysmunt.cat                                                   |
| Ràdio Argentona                | Local              | Argentona                     | FM                           | 104.6 FM         | http://www.argentona.cat/la_radio                                                |
| Ràdio Cabrera                  | Local              | Cabrera de Mar                | FM                           | 107.1 FM         | http://audiovisualcabrera.net/                                                   |
| Ràdio Calella                  | Local              | Calella                       | FM                           | 107.9 FM         | http://www.radiocalella.cat                                                      |
| Ràdio Canet                    | Local              | Canet de Mar                  | FM i Internet                | 107.6 FM         | http://www.radiocanet.cat                                                        |
| Ona Malgrat                    | Local              | Malgrat de Mar                | FM i Internet                | 107.4 FM         | http://www.ajmalgrat.cat/                                                        |
| Mataró Ràdio                   | Local              | Mataró                        | FM , Internet i DVB-T        | 89.3 FM 24 UHF   | http://www.mataroaudiovisual.cat                                                 |
| Ràdio Palafolls                | Local              | Palafolls                     | FM i Internet                | 107.7 FM         | http://www.radiopalafolls.cat                                                    |
| Ràdio Pineda                   | Local              | Pineda de Mar                 | FM i Internet                | 94.6 FM          | http://www.radiopineda.cat                                                       |
| Premià de Dalt Ràdio           | Local              | Premià de Dalt                | FM                           | 91.4 FM          |                                                                                  |
| Ràdio Premià de Mar            | Local              | Premià de Mar                 | FM i Internet                | 95.2 FM          | http://www.radiopremiademar.org                                                  |
| Ràdio Llavaneres               | Local              | Sant Andreu de Llavaneres     | FM i Internet                | 107.8 FM         | http://www.radiollavaneres.cat                                                   |
| Ràdio Sant Cebri               | Local              | Sant Cebrià de Vallalta       | FM                           | 103.2 FM         |                                                                                  |
| Ràdio Vallalta                 | Local              | Sant Iscle de Vallalta        | FM                           | 107.5 FM         |                                                                                  |
| Ràdio Sant Pol                 | Local              | Sant Pol de Mar               | FM                           | 107.2 FM         |                                                                                  |
| Ràdio Sant Vicenç de Montalt   | Local              | Sant Vicenç de Montalt        | FM i Internet                | 107.4 FM         | http://www.radiosantvi.cat                                                       |
| Ràdio Santa Susanna            | Local              | Santa Susanna                 | FM i Internet                | 91.7 FM          | https://radiosantasusanna.radio12345.com/                                        |
| Ràdio Tiana                    | Local              | Tiana                         | FM                           | 107.2 FM         |                                                                                  |
| Ràdio Tordera                  | Local              | Tordera                       | FM i Internet                | 107.1 FM         | http://www.radiotordera.cat                                                      |
| Ràdio Vilassar de Dalt         | Local              | Vilassar de Dalt              | FM i Internet                | 97.4 FM          | https://www.radiovilassardedalt.cat/                                             |
| Vilassar Ràdio                 | Local              | Vilassar de Mar               | FM i Internet                | 98.1 FM          | http://vilassarradio.cat                                                         |
| Privada                        |                    |                               |                              |                  |                                                                                  |
| Nom de l'emissora              | Programació        | Àmbit                         | Emissió                      | Freqüència       | Lloc web                                                                         |
| Ràdio Marina                   | Local              | Calella                       | FM i Internet                | 96.2 FM          | https://marina360.cat/                                                           |
| Ona359FM                       | Local              | Sant Iscle de Vallalta        | FM (100.6) , DAB+ i Internet | 100.6 FM         | https://www.ona359fm.cat                                                         |
| Vallès Occidental              |                    |                               |                              |                  |                                                                                  |
| Públiques                      |                    |                               |                              |                  |                                                                                  |
| Nom de l'emissora              | Programació        | Àmbit                         | Emissió                      | Freqüència       | Lloc web                                                                         |
| Ràdio Barberà                  | Local              | Barberà del Vallès            | FM                           | 98.1 FM          |                                                                                  |
| Ràdio Castellar                | Local              | Castellar del Vallès          | FM i Internet                | 90.1 FM          | http://www.radiocastellar.cat                                                    |
| Cerdanyola Ràdio               | Local              | Cerdanyola del Vallès         | FM i Internet                | 105.3 FM         | http://www.cerdanyola.info                                                       |
| Matadepera Ràdio               | Local              | Matadepera                    | FM                           | 107.1 FM         |                                                                                  |
| Ràdio Palau                    | Local              | Palau plegamans               | FM i Internet                | 91.7 FM          | http://www.radiopalau.cat                                                        |
| Ripollet Ràdio                 | Local              | Ripollet                      | FM i Internet                | 91.3 FM          | http://www.ripolletradio.cat/                                                    |
| Ràdio Rubí                     | Local              | Rubí                          | FM i Internet                | 99.7 FM          | http://www.radiorubi.fm                                                          |
| Ràdio Sabadell                 | Local              | Sabadell                      | FM i Internet                | 94.6 FM          | http://www.radiosabadell.cat                                                     |
| Cugat Ràdio                    | Local              | Sant Cugat del Vallès         | FM i Internet                | 91.5 FM          | https://www.cugat.cat/radio                                                      |
| Ràdio Sant Quirze              | Local              | Sant Quirze del Vallès        | FM i Internet                | 89.5 FM          | https://www.radiosantquirze.cat/                                                 |
| Ràdio Santa Perpètua           | Local              | Santa Perpètua de Mogoda      | FM i Internet                | 107.0 FM         | https://staperpetua.org/radio/index.php                                          |
| noucinc.2 ràdio                | Local              | Terrassa                      | FM , Internet i DVB-T        | 95.2 FM 45 UHF   | http://www.terrassadigital.cat/radio                                             |
| Vacarisses Ràdio               | Local              | Vacarisses                    | FM                           | 107.3 FM         | https://vacarissesradio.wordpress.com/                                           |
| Ràdio Vila                     | Local              | Viladecavalls                 | FM i Internet                | 90.8 FM          | http://www.radiovila.cat                                                         |
| Ràdio L'Ametlla                | Local              | L'Ametlla del Vallès          |                              |                  |                                                                                  |
| Ràdio Trama                    | Local              | Sabadell                      | FM i Internet                | 91.4 FM          | https://www.radiotrama.cat/                                                      |
| UABràdio                       | Local              | Cerdanyola del Vallès         | FM i Internet                | 100.8 FM         | https://uab.media/uabradio                                                       |
| Vallès Oriental                |                    |                               |                              |                  |                                                                                  |
| Públiques                      |                    |                               |                              |                  |                                                                                  |
| Nom de l'emissora              | Programació        | Àmbit                         | Emissió                      | Freqüència       | Lloc web                                                                         |
| Ràdio Caldes                   | Local              | Caldes de Montbui             | FM , Internet i DVB-T        | 107.8 FM 40 UHF  | http://www.radiocaldes.cat                                                       |
| Ràdio Granollers               | Local              | Granollers                    | FM , Internet i DVB-T        | 107.6 FM 40 UHF  | http://www.radiogranollers.cat/                                                  |
| Ràdio Silenci                  | Local              | La Garriga                    | FM , Internet i DVB-T        | 107.4 FM 40 UHF  | http://www.radiosilenci.cat                                                      |
| Ràdio la Llagosta              | Local              | La Llagosta                   | FM i Internet                | 100.4 FM         | http://www.radiolallagosta.cat/                                                  |
| Ràdio Mollet del Vallès        | Local              | Mollet del Vallès             | FM , Internet i DVB-T        | 96.3 FM 40 UHF   | http://www.radiomollet.com/                                                      |
| Ràdio Montornès                | Local              | Montornès del Vallès          | FM , Internet i DVB-T        | 91.2 FM 40 UHF   | http://radio.montornes.cat/                                                      |
| RAP 107                        | Local              | Parets del Vallès             | FM , Internet i DVB-T        | 107.2 FM 40 UHF  | https://www.rap107.fm/                                                           |
| Ràdio Vilamajor                | Local              | Sant Antoni de Vilamajor      | FM i Internet                | 98.0 FM          | http://www.radiovilamajor.cat                                                    |
| Punt 7 Ràdio Sant Celoni       | Local              | Sant Celoni                   | FM i Internet                | 107.7 FM         | https://www.radiosantceloni.cat/                                                 |
| Ona Codinenca                  | Local              | Sant Feliu de Codines         | FM i Internet                | 107.2 FM         | http://www.onacodinenca.cat                                                      |
| Ràdio Vitamènia                | Local              | Santa Maria de Palautordera   | FM i Internet                | 91.5 FM          | https://www.radiovitamenia.cat/programs/palau-sardanista                         |
| RV-94.4                        | Local              | Vallromanes                   | FM                           | 94.4 FM          | http://radio.vallromanes.cat/radios/                                             |
| Ràdio Sant Fost                | Local              | Sant Fost de Campsentelles    | FM i Internet                | 103.1 FM         | https://radiosantfost.cat/                                                       |
| Àrea de Catalunya central      |                    |                               |                              |                  |                                                                                  |
| Bages                          |                    |                               |                              |                  |                                                                                  |
| Públiques                      |                    |                               |                              |                  |                                                                                  |
| Nom de l'emissora              | Programació        | Àmbit                         | Emissió                      | Freqüència       | Lloc web                                                                         |
| Ràdio Balsareny                | Local              | Balsareny                     | FM i Internet                | 107.1 FM         | http://radiobalsareny.blogspot.com                                               |
| Ràdio Cardona                  | Local              | Cardona                       | FM                           | 107.2 FM         |                                                                                  |
| La Veu de Navàs                | Local              | Navàs                         | FM i Internet                | 107.9 FM         | http://laveudenavas.navas.cat Arxivat 2015-08-29 a Wayback Machine.              |
| Ràdio Sallent                  | Local              | Sallent                       | FM i Internet                | 107.6 FM         | http://www.radiosallent.cat                                                      |
| Ràdio Sant Fruitós             | Local              | Sant Fruitós de Bages         | FM i Internet                | 107.5 FM         | http://www.radiosantfruitos.cat                                                  |
| Ràdio Sant Joan                | Local              | Sant Joan de Vilatorrada      | FM i Internet                | 107.9 FM         | http://www.radiosantjoan.es/                                                     |
| Ràdio Santpedor                | Local              | Santpedor                     | FM i Internet                | 90.0 FM          | http://www.santpedor.net/radio                                                   |
| Ràdio Súria                    | Local              | Súria                         | FM i Internet                | 107.8 FM         | http://www.radiosuria.cat                                                        |
| Berguedà                       |                    |                               |                              |                  |                                                                                  |
| Públiques                      |                    |                               |                              |                  |                                                                                  |
| Nom de l'emissora              | Programació        | Àmbit                         | Emissió                      | Freqüència       | Lloc web                                                                         |
| Ràdio Berga                    | Local              | Berga                         | FM                           | 107.6 FM         |                                                                                  |
| Ràdio Puig-reig                | Local              | Puig-reig                     | FM i Internet                | 107.3 FM         | http://www.radiopuig-reig.net/                                                   |
| Privada                        |                    |                               |                              |                  |                                                                                  |
| Nom de l'emissora              | Programació        | Àmbit                         | Emissió                      | Freqüència       | Lloc web                                                                         |
| Ràdio Pinsania                 | Local              | Berguedà                      | FM i Internet                | 90.6 FM          | http://radiopinsania.wordpress.com                                               |
| Osona                          |                    |                               |                              |                  |                                                                                  |
| Públiques                      |                    |                               |                              |                  |                                                                                  |
| Nom de l'emissora              | Programació        | Àmbit                         | Emissió                      | Freqüència       | Lloc web                                                                         |
| Ràdio Pista                    | Local              | Balenyà                       | FM i Internet                | 107.4 FM         | http://www.radiopista.cat/                                                       |
| Ràdio Manlleu                  | Local              | Manlleu                       | FM i Internet                | 107.0 FM         | http://www.radiomanlleu.cat                                                      |
| Ràdio Montesquiu               | Local              | Montesquiu                    | FM                           | 107.9 FM         |                                                                                  |
| Ràdio Roda                     | Local              | Roda de Ter                   | FM i Internet                | 107.6 FM         | https://www.radioroda.cat/                                                       |
| Ràdio Voltregà                 | Local              | Sant Hipòlit de Voltregà      | FM i Internet                | 107.8 FM         | http://www.radiovoltrega.com                                                     |
| Ràdio Taradell                 | Local              | Taradell                      | FM i Internet                | 106.7 FM         | https://www.taradell.cat/radio-taradell-107-7.html                               |
| Ràdio Ona                      | Local              | Torelló                       | FM i Internet                | 107.4 FM         | https://torello.cat/radio-ona-inicia-nova-temporada/                             |
| Privada                        |                    |                               |                              |                  |                                                                                  |
| Nom de l'emissora              | Programació        | Àmbit                         | Emissió                      | Freqüència       | Lloc web                                                                         |
| El 9 FM                        | Local              | Osona                         | FM i Internet                | 92.8 FM          | http://el9nou.cat/el9fm                                                          |
| Ràdio Vic                      | Local              | Vic                           | FM i Internet                | 90.3 FM          | http://www.radiovic.cat                                                          |
| Solsonès                       |                    |                               |                              |                  |                                                                                  |
| Públiques                      |                    |                               |                              |                  |                                                                                  |
| Nom de l'emissora              | Programació        | Àmbit                         | Emissió                      | Freqüència       | Lloc web                                                                         |
| Ràdio Pinós                    | Local              | Pinós                         | FM                           | 107.0 FM         | http://www.centrecat.com/radiopinos                                              |
| Solsona FM                     | Local              | Solsona                       | FM i Internet                | 107.5 FM         | http://www.solsonafm.cat                                                         |
| Moianès                        |                    |                               |                              |                  |                                                                                  |
| Públiques                      |                    |                               |                              |                  |                                                                                  |
| Nom de l'emissora              | Programació        | Àmbit                         | Emissió                      | Freqüència       | Lloc web                                                                         |
| Ràdio Castellterçol            | Local              | Castellterçol                 | FM i Internet                | 107.0 FM         | https://radiocastelltersol.com/                                                  |
| Ràdio Moià                     | Local              | Moià                          | FM i Internet                | 107.8 FM         | http://www.radiomoia.cat                                                         |
| Ràdio 010                      | Local              | Santa Maria d'Oló             | FM i Internet                | 107.2 FM         | http://www.radio010.cat                                                          |
| Àrea del Penedès               |                    |                               |                              |                  |                                                                                  |
| Alt Penedès                    |                    |                               |                              |                  |                                                                                  |
| Públiques                      |                    |                               |                              |                  |                                                                                  |
| Nom de l'emissora              | Programació        | Àmbit                         | Emissió                      | Freqüència       | Lloc web                                                                         |
| Canal 20 Ràdio Olèrdola        | Local              | Olèrdola                      | FM                           | 107.7FM          |                                                                                  |
| Ràdio Gelida                   | Local              | Gelida                        | FM i Internet                | 107.6 FM         | http://www.radiogelida.cat                                                       |
| Sarroca Ràdio                  | Local              | Sant Martí Sarroca            | FM i Internet                | 107.5 FM         | https://www.santmartisarroca.cat/sarrocaradio/                                   |
| Ona Bitlles                    | Local              | Sant Pere de Riudebitlles     | FM i Internet                | 107.0 FM         | https://www.onabitlles.cat/                                                      |
| Ràdio Sant Sadurní             | Local              | Sant Sadurní d'Anoia          | FM i Internet                | 107.2 FM         | http://www.radiosantsadurni.cat                                                  |
| Penedès FM                     | Local              | Subirats                      | FM                           | 30.2 FM          |                                                                                  |
| Ràdio Vilafranca               | Local              | Vilafranca del Penedès        | FM , Internet i DVB-T        | 107.8 FM 30 UHF  | http://www.rtvvilafranca.cat                                                     |
| Canal 20 Olèrdola              | Local              | Olèrdola                      | FM i Internet                | 107.0 FM         | http://www.olerdola.cat/serveis-municipals/mitjans-informacio-municipal/canal-20 |
| Canyelles Ràdio                | Local              | Canyelles                     |                              |                  |                                                                                  |
| Ràdio Mediona                  | Local              | Mediona                       | FM i Internet                | 107.7 FM         | https://www.radiomediona.cat/                                                    |
| Anoia                          |                    |                               |                              |                  |                                                                                  |
| Públiques                      |                    |                               |                              |                  |                                                                                  |
| Nom de l'emissora              | Programació        | Àmbit                         | Emissió                      | Freqüència       | Lloc web                                                                         |
| Ràdio Igualada                 | Local              | Igualada                      | FM i Internet                | 103.2 FM         | http://www.radioigualada.cat                                                     |
| Ràdio Capellades               | Local              | Capellades                    | FM                           | 104.7 FM         |                                                                                  |
| Ràdio Masquefa                 | Local              | Masquefa                      | FM                           | 91.6 FM          |                                                                                  |
| Ràdio Piera                    | Local              | Piera                         | FM i Internet                | 91.3 FM          | http://www.radiopiera.cat                                                        |
| Montbuí Ràdio                  | Local              | Santa Margarida de Montbui    | FM                           | 91.7 FM          |                                                                                  |
| Ràdio Nova                     | Local              | Vilanova del Camí             | FM i Internet                | 107.8 FM         | http://www.radionova.cat                                                         |
| Baix Penedès                   |                    |                               |                              |                  |                                                                                  |
| Públiques                      |                    |                               |                              |                  |                                                                                  |
| Nom de l'emissora              | Programació        | Àmbit                         | Emissió                      | Freqüència       | Lloc web                                                                         |
| Ràdio Cunit                    | Local              | Cunit                         | FM i Internet                | 107.0 FM         | http://www.radiocunit.cat                                                        |
| Domenys Ràdio                  | Local              | Sant Jaume dels Domenys       | FM i Internet                | 107.6 FM         | https://www.domenysradio.cat/                                                    |
| Ràdio El Vendrell              | Local              | El Vendrell                   | FM , Internet i DVB-T        | 107.1 FM 30 UHF  | http://www.rtvelvendrell.cat                                                     |
| Ràdio Banyeres                 | Local              | Banyeres del Penedès          | FM                           | 101.2 FM         | https://www.banyeresdelpenedes.cat/tag/radio-banyeres/                           |
| Bellvei Ràdio                  | Local              | Bellvei                       | FM                           | 104.8 FM         | https://bellvei.cat/bellvei-radio/                                               |
| Calafell Ràdio                 | Local              | Calafell                      | FM i Internet                | 107.9 FM         | http://www.calafellradio.cat                                                     |
| Ràdio Arboç                    | Local              | L'Arboç                       | FM                           | 107.7 FM         |                                                                                  |
| Garraf                         |                    |                               |                              |                  |                                                                                  |
| Públiques                      |                    |                               |                              |                  |                                                                                  |
| Nom de l'emissora              | Programació        | Àmbit                         | Emissió                      | Freqüència       | Lloc web                                                                         |
| Ràdio Cubelles                 | Local              | Cubelles                      | FM, Internet i DVB-T         | 107.5 FM 30 UHF  | https://www.radiocubelles.cat/                                                   |
| Ràdio Ribes                    | Local              | Sant Pere de Ribes            | FM i DVB-T                   | 30 UHF 30 UHF    | https://radioribes.wordpress.com/inici/                                          |
| Ràdio Maricel                  | Local              | Sitges                        | FM , Internet i DVB-T        | 107.8 FM 30 UHF  | http://www.radiomaricel.cat                                                      |
| Canal Blau FM                  | Local              | Vilanova i la Geltrú          | FM , Internet i DVB-T        | 100.5 FM 30 UHF  | https://podcast.canalblau.cat/                                                   |

### Emissores locals resta de països catalans
| Illes Balears        | Illes Balears | Illes Balears                | Illes Balears | Illes Balears                                                       |
| -------------------- | ------------- | ---------------------------- | ------------- | ------------------------------------------------------------------- |
| Ràdio Artà Municipal | Local         | Artà-Colònia de Sant Pere    | FM i Internet | http://www.radioarta.cat                                            |
| Alcúdia Ràdio        | Local         | Alcúdia                      | FM i Internet | http://www.alcudiaradio.com                                         |
| Capdepera Ràdio      | Local         | Capdepera                    | FM            | http://www.capdeperaradio.net Arxivat 2016-03-11 a Wayback Machine. |
| Ràdio Calvià         | Local         | Calvià                       | FM            | www.calvia.com                                                      |
| Flaix Eivissa        | Musical       | Eivissa                      | FM            | http://www.flaixfm.cat/eivissa/                                     |
| Ona Mediterrània     | Local         | Mallorca                     | FM            | http://www.onamediterrania.cat/                                     |
| Menorca Ràdio        | Local         | Menorca                      | FM            |                                                                     |
| Ràdio Mallorca       | Local         | Mallorca                     | FM            |                                                                     |
| Ràdio Menorca        | Local         | Menorca                      | FM            | http://www.radiomenorca.com/                                        |
| Ràdio Murta          | Local         | Mallorca                     | FM i DVB-T    |                                                                     |
| Ràdio Petra          | Local         | Petra                        | FM            |                                                                     |
| Ràdio Pollença       | Local         | Pollença                     | FM i Internet | http://www.radiopollença.net                                        |
| Ràdio Robines        | Local         | Binissalem                   | FM            | http://www.radiorobines.es                                          |
| Santanyí Ràdio       | Local         | Santanyí                     | FM            | http://www.santanyiradio.net                                        |
| Sa Pobla Ràdio       | Local         | Sa Pobla                     | FM i Internet | https://www.sapoblaradio.cat                                        |
| Titoieta Ràdio       | Local         | Algaida                      | FM            | http://www.titoieta.cat                                             |
| País Valencià        |               |                              |               |                                                                     |
| Ràdio Aktiva         | Local         | Alcoi                        | FM            | http://www.radioaktivat.org                                         |
| Ràdio Altea          | Local         | Altea                        | FM            | http://www.radioaltea.com                                           |
| Aldaia Ràdio         | Local         | Aldaia                       | FM            | http://www.aldaiaradio.com                                          |
| Alzira Ràdio         | Local         | Alzira                       | FM            | http://www.alziraradio.com                                          |
| Canals Ràdio         | Local         | Costera                      | FM i DVB-T    | http://www.canals.es/ Arxivat 2010-12-31 a Wayback Machine.         |
| Els Ports Ràdio      | Local         | Ports, Matarranya i Maestrat | FM            | http://www.elsportsradio.cat                                        |
| La Bona Ràdio        | Local         | Maestrat i Ports             | FM i DVB-T    | http://www.labonaradio.com Arxivat 2016-03-26 a Wayback Machine.    |
| Llosa FM             | Local         | Llosa de Ranes               | FM            | http://www.llosafm.com                                              |
| Ràdio Corbera        | Local         | Corbera                      | FM            | http://www.radiocorbera.cat/ Arxivat 2012-07-17 a Wayback Machine.  |
| Ràdio Funny          | Local         | València                     | FM            | http://radiofunnyvalencia.blogspot.com/                             |
| Ràdio l'Om           | Local         | Picassent                    | FM            | http://www.radiolom.com                                             |
| Ràdio Mistelera      | Local         | Alacant                      | FM            | http://radiomistelera.blogspot.com                                  |
| Ràdio Pego           | Local         | Pego                         | FM            | http://www.radiopego.com                                            |
| Ràdio Sol            | Local         | Albal                        | FM            | http://www.albal.es Arxivat 2012-04-30 a Wayback Machine.           |
| Ràdio Túria          | Local         | L'Eliana                     | FM            | http://www.leliana.es/ Arxivat 2012-04-27 a Wayback Machine.        |
| Tot Ràdio            | Local         | Horta de València            | FM            | http://www.totradio.com                                             |
| Aragó                |               |                              |               |                                                                     |
| Ràdio Matarranya     | Local         | Matarranya                   | FM            | http://www.radiomatarranya.com                                      |

## Emissores amb emissió parcial en català
| Nom                      | Programació | Emissió    | Cobertura                 | Web                                                                   |
| ------------------------ | ----------- | ---------- | ------------------------- | --------------------------------------------------------------------- |
| COPE Catalunya i Andorra | Generalista | FM         | Catalunya i Andorra       | http://www.cope.es/                                                   |
| Europa FM Catalunya      | Musical     | FM         | Catalunya                 |                                                                       |
| FM Universidad           |             | FM         | Argentina                 | http://www.fmuniversidad.com/                                         |
| France Bleu Roussillon   |             | FM         | Catalunya Nord            | http://www.francebleu.com/                                            |
| Hit FM                   |             | FM         |                           | http://www.hitfm.es/                                                  |
| Kiss FM                  | Musical     | FM         | Barcelona i Costa Brava   |                                                                       |
| Loca FM                  | Musical     | FM         | Catalunya                 | http://www.locafm.cat/ Arxivat 2012-02-02 a Wayback Machine.          |
| LOS40 Catalunya          | Musical     | FM         | Catalunya                 | http://www.los40.com/                                                 |
| M80 Radio                | Musical     | FM         | Catalunya                 |                                                                       |
| Máxima FM                | Musical     | FM         | Barcelona                 |                                                                       |
| Onda Cero                | Generalista | FM AM      | Catalunya                 |                                                                       |
| Ràdio Valira-Onda Cero   | Generalista | FM         | Andorra                   |                                                                       |
| Radio 5                  | Notícies    | FM AM      | Catalunya                 |                                                                       |
| Radio Cultura FM         |             | FM         | Argentina                 | http://www.fmradiocultura.com.ar/                                     |
| Radio Exterior de España | Notícies    | OC DVB-T/S | Europa i Amèrica          |                                                                       |
| Radio Marca              | Esport      | FM         | Barcelona                 |                                                                       |
| Radio Marina Alta        |             | FM         | Marina Alta               | http://www.radiomarinaalta.com/ Arxivat 2012-07-06 a Wayback Machine. |
| Radio Nacional           | Informatius | FM AM      | Catalunya i Illes Balears |                                                                       |
| Radio Onda Stereo        | Generalista | FM RI      | L'Alguer                  | http://www.ondastereo.com/                                            |
| SER Catalunya            | Generalista | FM         | Catalunya                 | http://www.cadenaser.com/                                             |
| Xtra FM                  |             | FM         |                           | http://www.xtra.fm/                                                   |

## Emissores històriques
| Nom                       | Programació           | Emissió              | Cobertura           | Web                                                              |
| ------------------------- | --------------------- | -------------------- | ------------------- | ---------------------------------------------------------------- |
| Cadena 13                 | Generalista           | FM                   |                     |                                                                  |
| Catalunya Cultura         | Cultural              | FM                   |                     |                                                                  |
| iCatjazz                  | Musical               | Internet             |                     | [ cal citació ]                                                  |
| iCatTrònica               | Musical               | Internet             |                     | [ cal citació ]                                                  |
| iCatRumba                 | Musical               | Internet             |                     | [ cal citació ]                                                  |
| iCatMón                   | Musical               | Internet             |                     | [ cal citació ]                                                  |
| Ona Catalana              | Generalista           | FM                   |                     | http://www.onacatalana.cat Arxivat 2007-11-16 a Wayback Machine. |
| Ona FM                    | Musical i esportiva   | FM DVB-T/C RI        | Catalunya           | [ cal citació ]                                                  |
| Ona Mallorca              | Local                 | FM                   | Mallorca            | http://www.onamallorca.cat Arxivat 2011-09-14 a Wayback Machine. |
| Ona Música                | Musical               | FM                   |                     | http://www.onamusica.com Arxivat 2021-02-14 a Wayback Machine.   |
| Onda Rambla               | Generalista           | FM, AM i DVB-T       | Catalunya           | http://www.ondarambla.cat/ Arxivat 2012-01-14 a Wayback Machine. |
| RAC 105 80s               | Musical               | Internet             |                     | http://www.rac105.cat/                                           |
| RAC 105 Soft              | Musical               | Internet             |                     | http://www.rac105.cat/                                           |
| Ràdio Andorra             | Generalista           | FM                   |                     |                                                                  |
| Ràdio Terrassa            | Generalista           | FM                   | Vallès              |                                                                  |
| Ràdio Sabadell            | Generalista           | FM                   | Vallès              | http://radiosabadell.fm/                                         |
| Ràdio Catalana            | Local                 | AM                   | Barcelona           |                                                                  |
| Ràdio Grup                | Local                 | FM                   | Girona              |                                                                  |
| Ràdio Miramar de Badalona | Generalista           | FM                   |                     |                                                                  |
| Ràdio Olímpica            | Local                 | FM                   | Catalunya           |                                                                  |
| Sensació FM               | Musical               | Internet             |                     | [ cal citació ]                                                  |
| 97.7 València             | Generalista i musical | FM, Internet i DVB-T | València i La Plana | http://www.la977.com                                             |
| Som Ràdio                 | Musical               | FM i Internet        |                     | [ cal citació ]                                                  |
| Barcelona Digital Ràdio   | Musical i cultural    | Internet             |                     |                                                                  |
| Esport 360 Ràdio          | Esportiva             | Internet             |                     |                                                                  |
| R@dio Barça               | Esportiva             | Internet             |                     |                                                                  |
| Ràdio Havanera            | Musical               | Internet             |                     |                                                                  |
| Ràdio Música en Valencià  | Musical               | Internet             |                     |                                                                  |
| Ràdio Terra               | General               | Internet             |                     |                                                                  |
| Ràdio TSF                 | Generalista           | Internet             |                     |                                                                  |
| Som.cat                   | Generalista           | Internet             |                     |                                                                  |
| TotCat                    | Musical               | Internet             |                     |                                                                  |